# Метеор (космічний апарат)

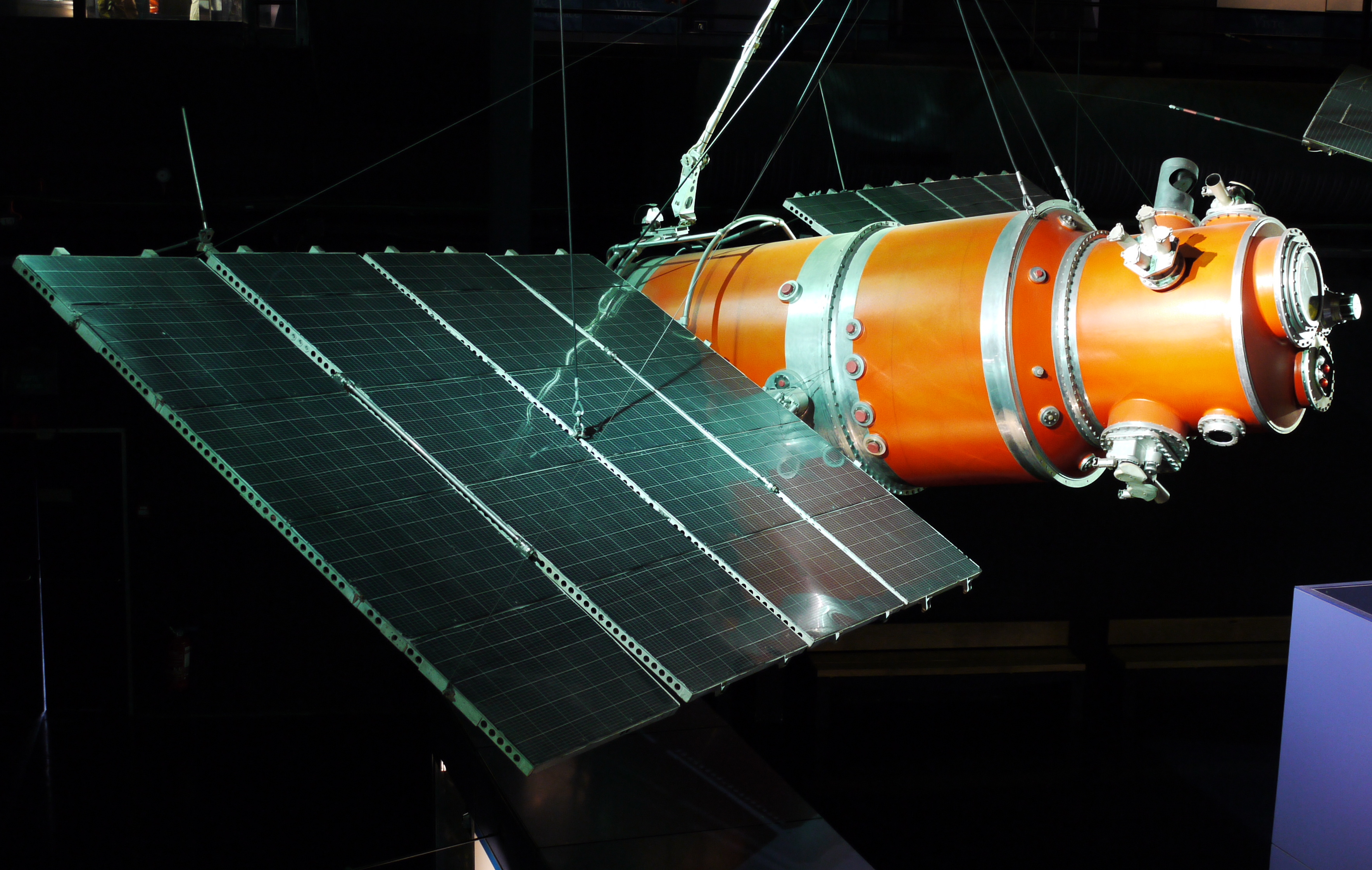
Космічний апарат серії Метеор

Метеор — серія радянських метеорологічних супутників, що експлуатувалися в 1960—1970-х роках.

## Склад апаратури
На борту супутників розміщувалася телевізійна, інфрачервона та актінометрична апаратура. Телевізійна апаратура, що складалася з двох камер, дозволяла здійснювати зйомку освітленої частини поверхні землі у видимому діапазоні (0,5—0,7 мкм), ця апаратура використовувалася для складання схем хмарного покриву Землі.
Інфрачервона апаратура використовувалася для спостереження за хмарним покривом на нічній стороні Землі. Спектральний діапазон відповідав вікну прозорості атмосфери (8—12 мкм). Ця ж апаратура використовувалася для визначення температури Землі або верхньої межі хмар.
Актинометричні датчики здійснювали вимір інтенсивності випромінювання Землі. На борту ШСЗ було встановлено два ширококутних нескануючих та два вузькокутових скануючих прилади. Ширококутні датчики здійснювали вимір інтенсивності випромінювання всієї видимої частини Землі та атмосфери. Вузькокутові прилади здійснювали сканування поверхні в напрямку перпендикулярному вектору руху супутника. 
Сканування здійснювалося в трьох спектральних діапазонах:
- 0,3—3 мкм — діапазон відповідає відбитій сонячній радіації;
- 3—30 мкм — теплове випромінювання Землі та атмосфери. Дані з цих двох діапазонів дозволяли розраховувати величину поглиненої частини випромінювання Сонця, що використовується в довгострокових прогнозах;
- 8—12 мкм — дані про випромінювання в цьому діапазоні дозволяли розраховувати висоту верхньої межі хмар, що важливо для авіації.

## Склад орбітального угруповання
Всі апарати серії можна розділити на три групи:
- технологічні — використовувалися для відпрацювання окремих систем і комплексу в цілому;
- оперативні — основна частина системи гідрометеорологічних спостережень;
- експериментальні — використовувалися для проведення наукових досліджень.

Загалом у серії було 42 апарати — 10 із назвою «Космос» та 31 — «Метеор». Один з космічних апаратів при запуску зазнав аварії. Супутник, що мав назву «Метеор 1-1», був запущений 26 березня 1969 року з космодрому Плесецьк і пропрацював близько року — у липні 1970 року передача даних з апарата припинилася. Маса апарата становила 1,4 тонни. «Метеор 1-1» зійшов з орбіти і впав у районі Землі Королеви Мод в Антарктиді 27 березня 2012 року о 02:17 за московським часом. Таким чином, апарат перебував на орбіті рівно 43 роки.